# Klubowe Mistrzostwa Świata w piłce siatkowej kobiet 2012
6. edycja Klubowych mistrzostw świata w piłce siatkowej kobiet rozpoczęła się 13 października 2012 w Katarze. W rozgrywkach brało udział 6 drużyn. Tytuł klubowego mistrza świata zdobyło po raz pierwszy Sollys/Osasco.

## Uczestnicy
| Drużyna             | Sposób awansu                      |
| ------------------- | ---------------------------------- |
| Fenerbahçe SK       | Klubowy mistrz Europy              |
| Tianjin Bridgestone | Klubowy mistrz Azji                |
| Kenya Prisons       | Mistrz Afryki                      |
| Sollys/Osasco       | Klubowy mistrz Ameryki Południowej |
| Lancheras de Cataño | NORCECA                            |
| Rabita Baku         | Dzika karta                        |

## Podział na grupy
| Grupa A                                       | Grupa B                                         |
| --------------------------------------------- | ----------------------------------------------- |
| Rabita Baku Tianjin Bridgestone Sollys/Osasco | Fenerbahçe SK Lancheras de Cataño Kenya Prisons |

## Faza grupowa

### Grupa A
Tabela
| Lp. | Drużyna             | Pkt | Mecze | Mecze | Mecze | Sety | Sety | Sety  | Małe punkty | Małe punkty | Małe punkty |
| Lp. | Drużyna             | Pkt | M     | W     | P     | wyg. | prz. | ratio | zdob.       | str.        | ratio       |
| --- | ------------------- | --- | ----- | ----- | ----- | ---- | ---- | ----- | ----------- | ----------- | ----------- |
| 1   | Sollys/Osasco       | 4   | 2     | 2     | 0     | 6    | 1    | 6.000 | 172         | 131         | 1.313       |
| 2   | Telecom Baku        | 3   | 2     | 1     | 1     | 4    | 4    | 1.000 | 177         | 185         | 0.957       |
| 3   | Tianjin Bridgestone | 2   | 2     | 0     | 2     | 1    | 6    | 0.167 | 135         | 168         | 0.804       |

Źródło: FIVB
Zasady ustalania kolejności: 1. liczba zdobytych punktów; 2. wyższy stosunek małych punktów; 3. wyższy stosunek setów.
Punktacja: zwycięstwo – 2 pkt; porażka – 1 pkt
     awans do półfinału
Wyniki
| 14.10.2012 | Sollys/Osasco | 3:0 (25:13, 25:14, 25:20) | Tianjin Bridgestone |

| 15.10.2012 | Rabita Baku | 1:3 (25:22, 20:25, 19:25, 20:25) | Sollys/Osasco |

| 16.10.2012 | Rabita Baku | 3:1 (25:20, 25:22, 18:25, 25:21) | Tianjin Bridgestone |

### Grupa B
Tabela
| Lp. | Drużyna             | Pkt | Mecze | Mecze | Mecze | Sety | Sety | Sety  | Małe punkty | Małe punkty | Małe punkty |
| Lp. | Drużyna             | Pkt | M     | W     | P     | wyg. | prz. | ratio | zdob.       | str.        | ratio       |
| --- | ------------------- | --- | ----- | ----- | ----- | ---- | ---- | ----- | ----------- | ----------- | ----------- |
| 1   | Fenerbahçe Stambuł  | 4   | 2     | 2     | 0     | 6    | 0    | MAX   | 150         | 89          | 1.685       |
| 2   | Lancheras de Cataño | 3   | 2     | 1     | 1     | 3    | 4    | 0.750 | 145         | 161         | 0.901       |
| 3   | Kenya Prisons       | 2   | 2     | 0     | 2     | 1    | 6    | 0.167 | 128         | 173         | 0.740       |

Źródło: FIVB
Zasady ustalania kolejności: 1. liczba zdobytych punktów; 2. wyższy stosunek małych punktów; 3. wyższy stosunek setów.
Punktacja: zwycięstwo – 2 pkt; porażka – 1 pkt
     awans do półfinału
Wyniki
| 13.10.2012 | Kenya Prisons | 1:3 (19:25, 25:23, 19:25, 23:25) | Lancheras de Cataño |

| 15.10.2012 | Fenerbahçe SK | 3:0 (25:17, 25:17, 25:13) | Lancheras de Cataño |

| 17.10.2012 | Fenerbahçe SK | 3:0 (25:14, 25:17, 25:11) | Kenya Prisons |

## Faza finałowa

### Drabinka
|  |                            |                     |             |                            |   |               |               |       |
|  | Półfinały                  | Półfinały           | Półfinały   |                            |   | Finał         | Finał         | Finał |
|  | Półfinały                  | Półfinały           | Półfinały   |                            |   | Finał         | Finał         | Finał |
|  | 18 października – Ad-Dauha |                     |             |                            |   |               |               |       |
|  |                            |                     |             |                            |   |               |               |       |
|  | Sollys/Osasco              | Sollys/Osasco       | 3           |                            |   |               |               |       |
|  | Sollys/Osasco              | Sollys/Osasco       | 3           | 19 października – Ad-Dauha |   |               |               |       |
|  | Lancheras de Cataño        | Lancheras de Cataño | 0           |                            |   |               |               |       |
|  | Lancheras de Cataño        | Lancheras de Cataño | 0           |                            |   | Sollys/Osasco | Sollys/Osasco | 3     |
|  | 18 października – Ad-Dauha |                     |             |                            |   | Sollys/Osasco | Sollys/Osasco | 3     |
|  |                            |                     | Rabita Baku | Rabita Baku                | 0 |               |               |       |
|  | Fenerbahçe SK              | Fenerbahçe SK       | Rabita Baku | Rabita Baku                | 0 | 0             |               |       |
|  | Fenerbahçe SK              | Fenerbahçe SK       |             |                            |   |               |               |       |
|  | Rabita Baku                | Rabita Baku         | 3           |                            |   |               |               |       |
|  | Rabita Baku                | Rabita Baku         | 3           | Mecz o 3. miejsce          |   |               |               |       |
|  |                            |                     |             |                            |   |               |               |       |
|  | 19 października – Ad-Dauha |                     |             |                            |   |               |               |       |
|  |                            |                     |             |                            |   |               |               |       |
|  | Lancheras de Cataño        | Lancheras de Cataño | 0           |                            |   |               |               |       |
|  | Lancheras de Cataño        | Lancheras de Cataño | 0           |                            |   |               |               |       |
|  | Fenerbahçe SK              | Fenerbahçe SK       | 3           |                            |   |               |               |       |
|  | Fenerbahçe SK              | Fenerbahçe SK       | 3           |                            |   |               |               |       |

|  |  | Półfinały |  |
|  |  | --------- |  |

| 18.10. 2012 | Sollys/Osasco | 3:0 (25:15, 25:13, 25:15) | Lancheras de Cataño |

| 18.10. 2012 | Fenerbahçe SK | 0:3 (18:25, 20:25, 16:25) | Rabita Baku |

|  |  | Mecz o trzecie miejsce |  |
|  |  | ---------------------- |  |

| 19.10. 2012 | Lancheras de Cataño | 0:3 (16:25, 17:25, 17:25) | Fenerbahçe SK |

|  |  | Finał |  |
|  |  | ----- |  |

| 19.10. 2012 | Sollys/Osasco | 3:0 (25:16, 25:14, 25:17) | Rabita Baku |

| KLUBOWY MISTRZ ŚWIATA  |
| ---------------------- |
| Sollys/Osasco 1. TYTUŁ |

## Klasyfikacja końcowa
| Miejsce | Drużyna             |
| ------- | ------------------- |
| 1       | Sollys/Osasco       |
| 2       | Rabita Baku         |
| 3       | Fenerbahçe SK       |
| 4       | Lancheras de Cataño |
| 5       | Tianjin Bridgestone |
| 5       | Kenya Prisons       |

## Nagrody indywidualne
| Najlepsza zawodniczka (MVP)               | Najlepsza punktująca                      | Najlepsza atakująca                     | Najlepsza blokująca                 | Najlepsza zagrywająca              | Najlepsza libero                      | Najlepsza rozgrywająca    | Najlepsza przyjmująca                               |
| ----------------------------------------- | ----------------------------------------- | --------------------------------------- | ----------------------------------- | ---------------------------------- | ------------------------------------- | ------------------------- | --------------------------------------------------- |
| Sheilla Tavares de Castro (Sollys/Osasco) | Sheilla Tavares de Castro (Sollys/Osasco) | Thaisa Daher de Menezes (Sollys/Osasco) | Jessica Jones (Lancheras de Cataño) | Angelina Hübner-Grün (Rabita Baku) | Camila de Paula Brait (Sollys/Osasco) | Elif Ağca (Fenerbahçe SK) | Jaqueline Maria Pereira de Carvalho (Sollys/Osasco) |